# Andy Clark
Andy Clark, FBA, (nascut el 1957) és un britànic filòsof que és professor de filosofia cognitiva a la Universitat de Sussex. Abans d'això, va ser professor de filosofia i catedràtic de Lògica i Metafísica a la Universitat d'Edimburg a Escòcia, director del Programa de Ciència Cognitiva a la Indiana University a Bloomington Indiana i anteriorment va ensenyar a la Washington University a St. Louis, Missouri. Clark és un dels membres fundadors del projecte d'investigació col·laborativa CONTACT l'objectiu del qual és investigar el paper que juga l'entorn en la configuració de la naturalesa de l'experiència conscient. Els articles de Clark i llibres tracten sobre la filosofia de la ment i es considera un erudit destacat sobre el tema de l'extensió de la ment. També ha escrit molt sobre el connexionisme, la robòtica i el paper i la naturalesa de la representació mental.

## Obra filosòfica
El treball de Clark explora una sèrie de temes dispars però interrelacionats. Molts d'aquests temes van en contra de la saviesa establerta en el processament i la representació cognitiu. Segons els relats computacionals tradicionals, la funció de la ment s'entén com el procés de creació, emmagatzematge i actualització de representacions internes del món, sobre la base dels quals altres processos i accions poden tenir lloc. Les representacions s'actualitzen per correspondre amb un entorn d'acord amb la funció, l'estat de l'objectiu o el desig del sistema en qüestió en un moment donat. Així, per exemple, l'aprenentatge d'una nova ruta a través d'un edifici laberint es reflectiria en un canvi en la representació d'aquest edifici. L'acció, des d'aquesta visió, és el resultat d'un procés que determina la millor manera d'aconseguir l'estat-objectiu o el desig, a partir de les representacions actuals. Aquest procés determinant pot ser l'àmbit d'un cartesià "executiu central" o un procés distribuït com la descomposició homuncular.
En contrast amb els models tradicionals de cognició, que sovint plantegen el flux unidireccional d'informació sensorial des de la perifèria cap a zones més remotes del cervell, Clark ha suggerit una "cascada de processament cortical" bidireccional amb percepció, acció i aprenentatge subjacents. El concepte de processament predictiu es troba al cor d'aquesta visió, en què les prediccions de dalt a baix intenten endevinar o "explicar" correctament la informació sensorial de baix a dalt de manera iterativa, de forma jeràrquica. Les discrepàncies entre el senyal esperat i el senyal real, en essència, l'"error de predicció", viatgen cap amunt per ajudar a refinar la precisió de les prediccions futures. Les interaccions entre el flux d'error cap endavant (transmès per "unitats d'error") i el flux de predicció cap enrere són dinàmiques, amb l'atenció que té un paper clau a l'hora de ponderar la influència relativa de qualsevol a cada nivell de la cascada (la dopamina s'esmenta com "un mecanisme possible") per a la "precisió de codificació" pel que fa a les unitats d'error). L'acció (o processament predictiu orientat a l'acció) també té un paper important en el relat de Clark com un altre mitjà pel qual el cervell pot reduir l'error de predicció influint directament en l'entorn. A això, afegeix que els factors "personal, afectiu i hedònic" estarien implicats juntament amb la minimització de l'error de predicció, creant un model més matisat per a la relació entre l'acció i la percepció.
Segons Clark, el model computacional, que constitueix la base filosòfica de la intel·ligència artificial, engendra diversos problemes insolubles. Un dels més destacats és un coll d'ampolla d'informació: si, per tal de determinar les accions adequades, és feina de la ment construir representacions interiors detallades del món extern, llavors, com el món està constantment canviant, les exigències sobre el sistema mental gairebé segur que impediran que es faci cap acció. Per a Clark, necessitem relativament poca informació sobre el món abans de poder actuar amb eficàcia sobre ell. Tendim a ser susceptibles a la "gran il·lusió", on les nostres impressions d'un món ricament detallat enfosquim una realitat d'informació ambiental mínima i acció ràpida. No hem d'intentar reconstruir el detall d'aquest món, ja que és capaç de servir com a millor model del qual extreure informació "just a temps".
Els escrits de Clark també se centren en el concepte de transhumanisme, més freqüent en la seva obra, Cyborgs nascuts de forma natural, que explora la progressiva incorporació de la biologia humana i els implants tecnològics. A través d'una sèrie d'estudis tecnològics contemporanis i una avaluació de la figura del cyborg a la pop-cultura, Clark dibuixa una percepció del cyborg com a realitat. Això no és necessàriament per mostrar en què es convertirà la humanitat a partir de la tecnologia implantada biològicament, sinó més aviat per explorar on és ara la humanitat amb aquesta tecnologia. En les seves pròpies paraules, els humans són "criatures les ments de les quals estan especial precisament perquè estan fets a mida per a múltiples fusions i coalicions." Ho elabora mentre descriu el seu cos com a "verge electrònic" no tocat per la tecnologia, però gradualment amb el temps la tecnologia s'entrellaçarà amb la seva biologia. Si aquesta incorporació serà tan mundana com l'ús d'ulleres o quelcom més avançat com una nova pròtesi auditiva, creu que la fusió de tecnologia i biologia és inevitable i present.

### Tesi de la ment estesa (EMT)
Clark és potser més conegut pel seu treball sobre la tesi de la ment estesa, que diu que la ment s'estén a l'entorn. Clark va parlar de la seva tesi a TEDxLambeth 2019.
A la filosofia de la ment, la tesi de la ment estesa (EMT) diu que la ment no resideix exclusivament al cervell ni tan sols al cos, però s'estén al món físic. L'EMT proposa que alguns objectes de l'entorn extern poden formar part d'un procés cognitiu i d'aquesta manera funcionar com a extensions de la pròpia ment. Exemples d'aquests objectes són càlculs escrits, un diari o un PC; en general, es refereix als objectes que emmagatzemen informació. L'EMT considera que la ment abasta tots els nivells de cognició, inclòs un nivell físic.
L'EMT va ser proposat per Andy Clark i David Chalmers a "The Extended Mind" (1998). Descriuen la idea com a "externalisme actiu, basat en el paper actiu de l'entorn en la conducció dels processos cognitius".
Pel que fa a la identitat personal (i la filosofia del jo), l'EMT té la implicació que algunes parts de la identitat d'una persona es poden determinar pel seu entorn.